# Ostra (Suceava)
Ostra es una comuna ubicada en el distrito de Suceava, Rumania.

## Superficie
Posee una superficie de 101,5 kilómetros cuadrados.

## Demografía
Hasta 2021 la población era de 2932 habitantes, con una densidad de población de 28,88 habitantes por kilómetro cuadrado.